# 남제 화제
제 화황제 소보융(齊 和皇帝 蕭寶融, 488년 ~ 502년)은 중국 남조 남제의 제7대 황제이다. 명제의 여덟째 아들이고, 동혼후 소보권의 동복 동생이다. 사용한 연호는 중흥(中興)이다.

## 생애
남강왕(南康王), 서중랑장(西中郞將), 형주자사(荊州刺史)가 되어 7주의 군사를 감독했다.
500년에 소연이 동혼후 소보권을 죽이는데 성공하자, 이어서 소보융에게 황제에 즉위하라고 권하였다. 소보융은 거절하다가 결국 이듬해인 501년 정월에 상국이 되었고, 3월에는 강릉에서 황제로 즉위하였다.
그러나 화제는 502년 3월에 소영주의 강압과 협박에 의해 소연에게 황제의 자리를 선양하고 말았다. 이로써 남제는 멸망하였다.
소보융은 파릉왕(巴陵王)으로 강등되었고 고숙에 감금되었으나, 남제의 정삭을 쓰는 것을 허락받았다.

양 무제는 선양의 아름다운 이야기를 듣고 그것을 본받아 자신도 그 주인공이 되고 싶어했고, 또한 자신이 제나라의 방계 황족이었기 때문이었기 때문에 원래는 소보융을 죽이지 않으려 했다. 그런데 좌우에서 소보융을 처리하지 않으면 후환이 있을 것이라면서 제거하라고 부추겼고, 결국 4월에 양 무제는 심복인 정백금에게 금가루를 한 말이나 넣은 금설주(金屑酒, 금가루를 넣은 술)를 내려 소보융을 죽이게 했다. 정백금이 소보융에게 금설주를 마시라고 강요하였다. 그러자 소보융은 
| “ | "나를 죽이려면 금을 쓸 필요가 없다. 죽으면 가져가지도 못하는 금을 뭐하러 쓰는가? 그저 독한 술이면 충분할 것이다." | ” |

 라고 말했다. 이어서 정백금과 함께 독한 술을 연거푸 마시고 깊이 취하여 잠들고 말았다. 그러자 정백금이 비로소 소보융을 접살(摺殺)하였다.
이때 소보융은 15세였으며 황제의 예로 공안릉(恭安陵)에 안장되었다.

## 기년
| 화제        | 원년            | 2년        |
| ----------- | --------------- | ---------- |
| 서력 (西曆) | 501년           | 502년      |
| 간지 (干支) | 신사(申巳)      | 임오(壬午) |
| 연호 (年號) | 중흥(中興) 원년 | 2년        |